# Международный аэропорт Гейдар Алиев
Бакинский международный аэропорт Гейда́р Али́ев (азерб. Heydər Əliyev adına Beynəlxalq Hava Limanı) — один из семи международных аэропортов, обслуживающих Азербайджан.
Находится в 25 километрах к востоку от Баку, в Бина. Связан с городом автострадой. Базовый аэропорт национальных авиакомпаний «Азербайджанские авиалинии», SilkWay Airlines и Buta Airways.
На июль 2025 года из аэропорта осуществляются прямые рейсы в 34 страны и 69 городов.
В первом терминале функционируют магазины беспошлинной торговли.

## История
Введён в эксплуатацию в 1933 году. В период создания носил название «Международный аэропорт Бина́», по названию пригорода Баку.
9 февраля 1964 года открыт новый аэровокзал аэропорта.
31 августа 1990 года аэропорту присвоен международный статус.
23 октября 1997 года открыт второй терминал аэропорта. 10 мая 1998 года введена новая взлётно-посадочная полоса. 30 сентября 1999 года открыт международный терминал. 9 октября 1999 года введена в эксплуатацию новая система управления воздушным движением.
1 июня 2003 года внедрён электронный забор безопасности.
10 марта 2004 года переименован в память третьего Президента Азербайджана Гейдара Алиева.
7 мая 2004 года введён в эксплуатацию аэровокзал местных воздушных авиалиний. 23 марта 2005 года открыт Бакинский грузовой терминал.
20 апреля 2012 года открыта новая взлётно-посадочная полоса.
6 мая 2013 года открыт ангарный комплекс компании «Silkway Technics».
2 октября 2013 года открыто здание Главного центра управления воздушным движением «АзерАэронавигации».
23 апреля 2014 года открыт Терминал 1 аэропорта. Первым рейсом из нового терминала был рейс по маршруту «Баку — Стамбул».
5 ноября 2014 года и 24 декабря 2016 года аэропорт был удостоен 4 звёзд Skytrax.
С 1 декабря 2014 года все международные рейсы начали осуществляться с терминала 1, начиная с того же дня, внутренние рейсы стали осуществляться с терминала 2.
21 марта 2018 года аэропорт признан лучшим аэропортом СНГ по версии Skytrax World Airport Awards.
7 мая 2018 года аэропорт удостоен 5 звёзд Skytrax.
В 2020 году аэропорт удостоен награды «Skytrax World Airport Awards» как самый лучший среди аэропортов мира с годовым пассажиропотоком до 5 миллионов человек.
В феврале 2023 года аэропорт установил рекорд, обслужив более 310 тысяч пассажиров, что превышает февральские показатели за все предыдущие годы.

## Терминалы

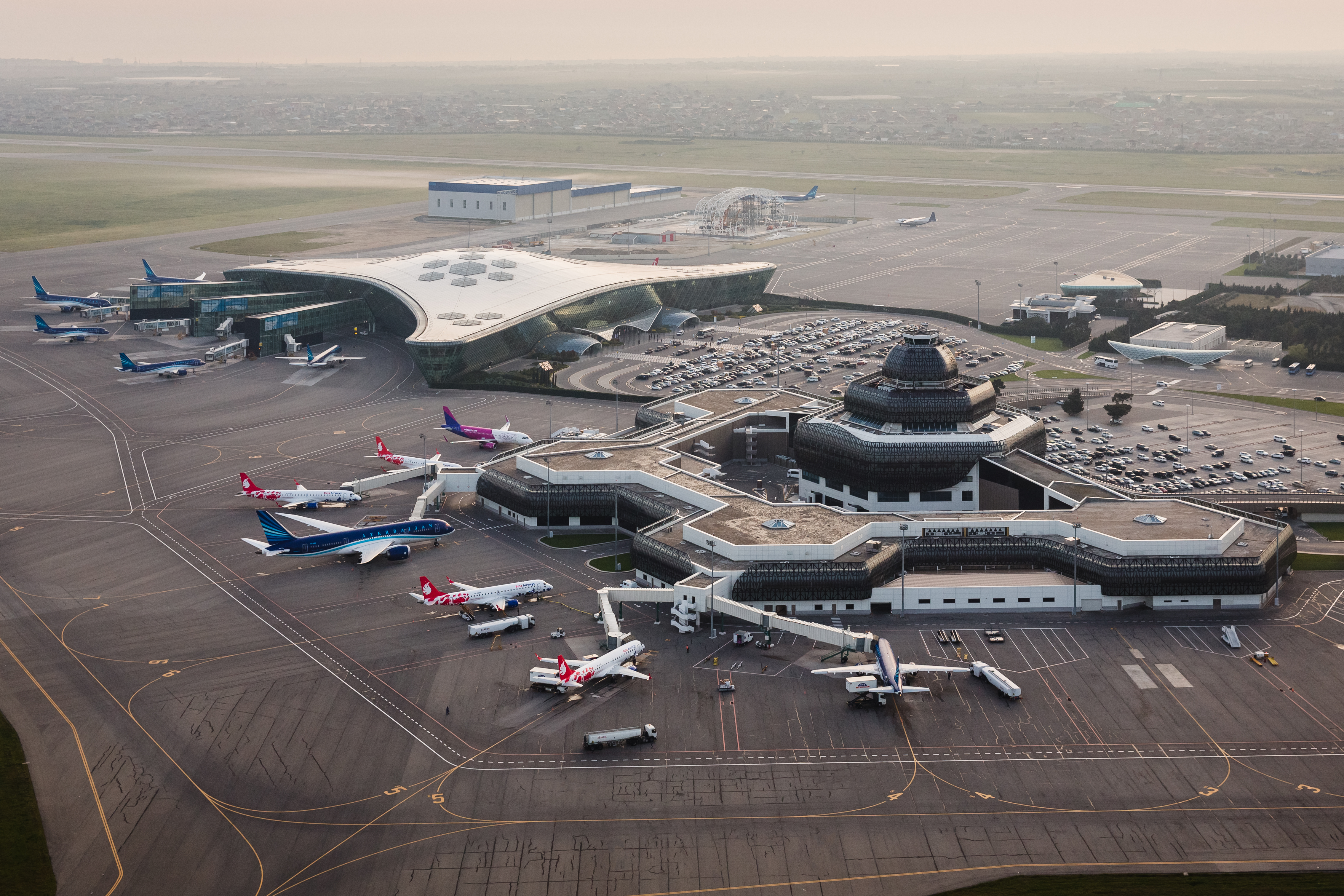
Вид с высоты на пассажирские терминалы аэропорта

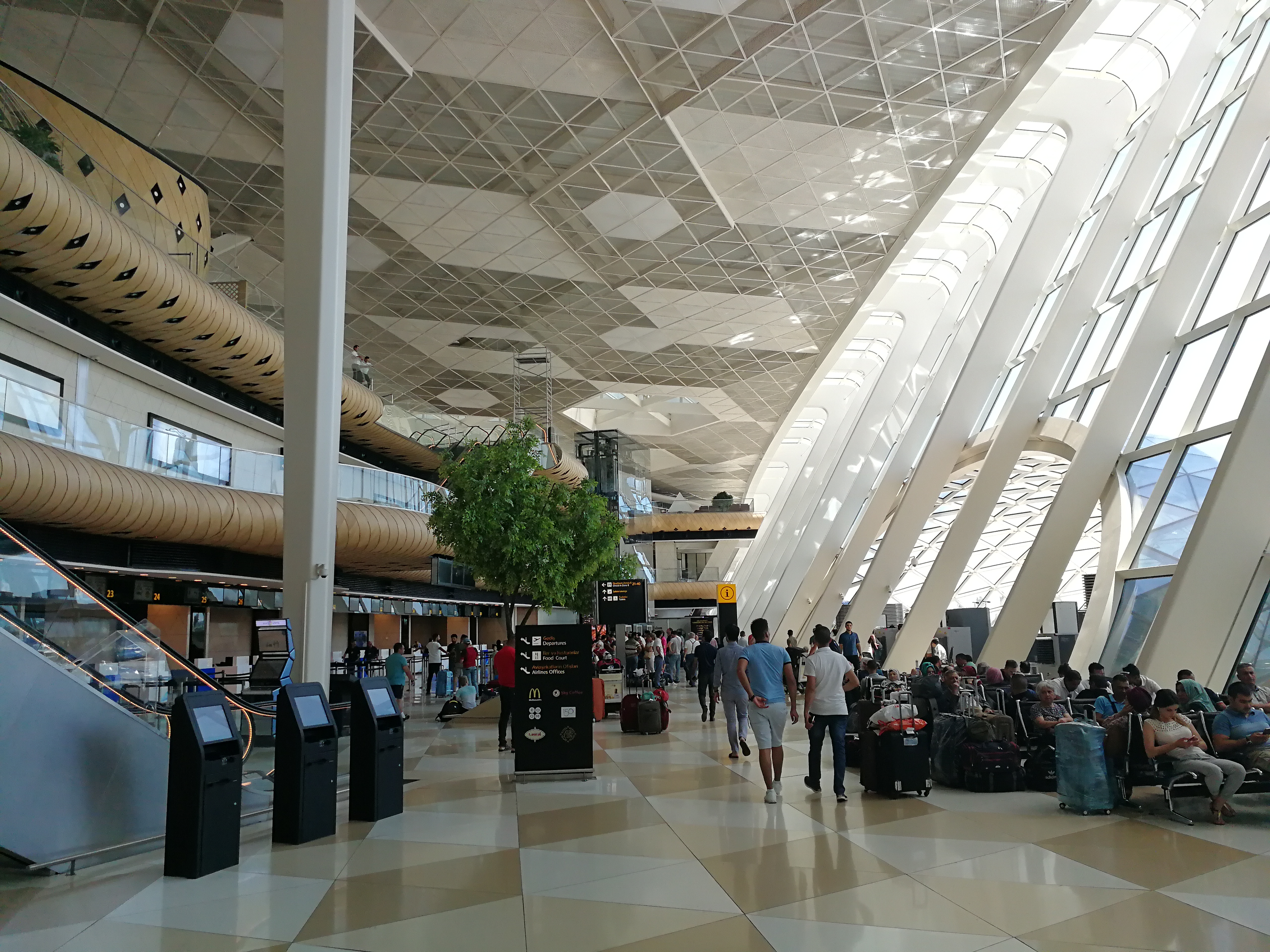
Зал отправления в терминале 1

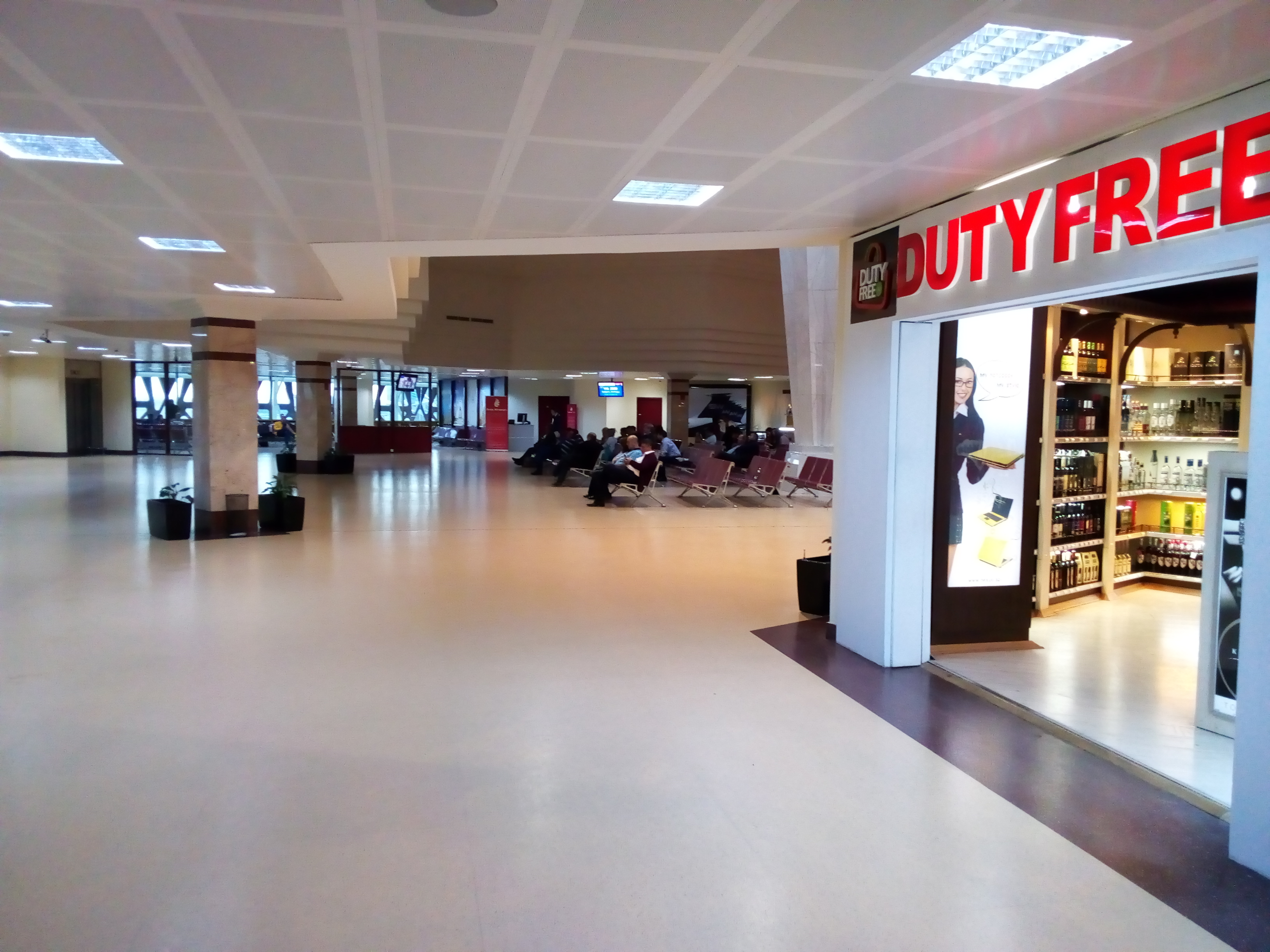
Зал отправления международных рейсов в терминале 2

В Международном аэропорту Гейдар Алиев действует два пассажирских терминала и два грузовых терминала.
Старый пассажирский терминал, построенный в советские времена, был полностью демонтирован и на его месте был возведен новый международный Терминал 1. Четырёхэтажная инженерная концепция была разработана в 2010 году компанией «Arup», в форме треугольника с полупрозрачной крышей изнутри. Интерьер, разработанный турецкой фирмой «AUTOBAN», имеет ряд коконов из дубового шпона.
В Терминале 1 имеется техника по обработке багажа, фирмы «Van Der Lande», а также техника для досконального досмотра багажа, томографы фирмы «L-3», предназначенные для получения послойного изображения внутренней структуры объекта.
Телескопические трапы Терминала 1 способны принять одновременно 12 самолётов. Два трапа предусмотрены для приема крупнейшего в мире пассажирского самолёта — Airbus A380.
По всему зданию Терминала 1 установлено 30 эскалаторов и 21 лифт компании «Schindler». Терминал 1 оснащен системой «BMS» (Building Management System), которая предназначена для автоматизации процессов и операций, которые реализуются в современных зданиях и является технической основой так называемых интеллектуальных зданий. Также Терминал 1 оснащен обособленной системой обеспечения ресурсов, таких как электроснабжение, освещение, вентиляция, отопление, кондиционирование, водоснабжение и канализация.
Терминал 1 был сдан в эксплуатацию в апреле 2014 года. Общая площадь 65 000 кв.м. Пассажиропоток Терминала рассчитан на 6 млн пассажиров в год. На сегодняшний день Терминал 1 обслуживает до 3 млн пассажиров в год. Общая площадь парковки 20 000 м², рассчитана на 600 автомобилей.
В мае 2018 года Терминалу 1 была присвоена категория «5 звезд» от «Skytrax», являющейся влиятельной британской консалтинговой компанией, специализирующейся на изучении качества предоставляемых услуг различными авиакомпаниями и аэропортами во всем мире.
Автором проекта Терминала 2, на данный момент обслуживающий как местные авиарейсы (южный вход), так и международные рейсы авиакомпаний — лоукостеров (северный вход) является архитектор Денисов Виктор Васильевич. Проект отмечен 1 премией в конкурсе 1981 года. Проект реализован в 1989 году.
В январе 2025 года  Президент Азербайджана Ильхам Алиев анонсировал строительство нового терминального комплекса в Международном аэропорту Гейдар Алиев 

## Характеристки
Взлётно-посадочная полоса 1: класс B. Размеры — 4 000 x 60. Покрытие — бетон-асфальт. ICAO — III. PCN — 150/F/B/W/T. Посадочный магнитный курс — 161/341.
Взлётно-посадочная полоса 2: класс B. Размеры — 3 200 x 45. Покрытие — бетон-асфальт. ICAO — III. PCN — 150/F/B/W/T. Посадочный магнитный курс — 173/353.
Аэродром: Категория посадки по ИКАО — 3. Часы работы — 24/7. Рулёжные дорожки — A, B, C, D, E, G, H, J, L, M, N, P, R, S, T.
Функционируют 2 терминала.

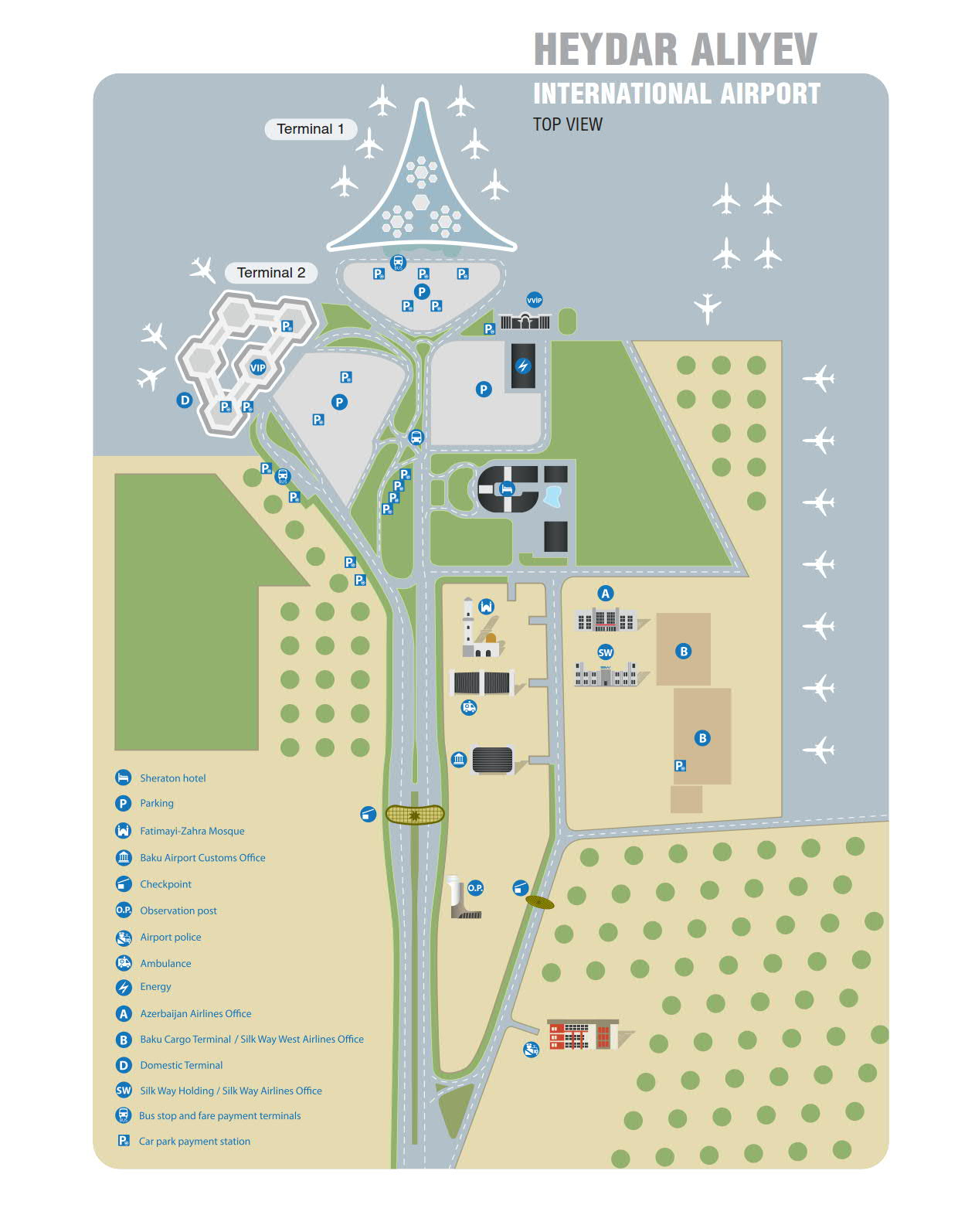
План аэропорта

Терминал 1: Площадь — 65 000 м2. 12 телескопических трапов. 15 выходов на посадку. 40 стоек регистрации. 24 кабины паспортного контроля. 4 багажные ленты.
Терминал 2: Площадь - 60 000 м2. 4 телескопических трапа. 8 выходов на посадку. 48 стоек регистрации. 10 кабин паспортного контроля. 4 багажные ленты.

## Принимаемые типыВС
Аэропорт принимает все типы пассажирских и грузовых воздушных судов, включая крупнейший в мире Airbus A380 и Ан-225 («Мрия») Классификационное число (PCN) ВПП 17/35 150/F/A/W/T, 16/34 (PCN) 150/F/B/X/T.

## Перевозчики и пункты назначения
На январь 2024 года аэропорт предоставляет возможность добраться в 68 городов мира посредством 41 авиакомпании. 18 из них являются лоукостерами.

На март 2024 года полёты в страны Центральной Азии осуществляют авиакомпании AZAL, Uzbekistan Airways, FlyArystan и Air Аstana. Полеты в Европу выполняют AZAL, LOT Airlines, Wizz Air, Wizz Air Malta, Lufthansa, а также другие перевозчики.

## Инфраструктура

### Отели
На территории аэропорта расположен 4-звездочный отель FlyInn, включающий 205 номеров.

### Дети
В международном терминале аэровокзала есть комната матери и ребёнка, для пассажиров с детьми есть игровая зона, а также и пеленальные столы.

### Условия для инвалидов
В аэропорту обеспечивается персональная помощь пассажирам-инвалидам, организованы специальные парковочные места, информационные стойки и стойки регистрации, круглосуточно работает медицинский пункт, в случае необходимости предоставляются амбулифты для доставки пассажира на борт воздушного судна. Сотрудники аэропорта провожают пассажира, прошедшего регистрацию, до зала и, в дальнейшем, до выхода на посадку.

### Служба «ƏN TEZ»
24 августа 2023 года в аэропорту внедрена служба «ƏN TEZ» Министерства юстиции Азербайджана. Служба позволяет в формате видеозвонка кроме прочих услуг получить онлайн официальное заверение согласия родителей в нотариальном порядке для несовершеннолетних лиц, желающих пересечь государственную границу, а также снятие ограничения на выезд из страны должников путем оплаты задолженности.

## Транспорт
Автобусы и такси
От станции метро «28 мая» до бакинского аэропорта 24 часа в сутки ходят автобусы компании BakuBus маршрута H1. Интервал движения — 30 минут днём, 1 час ночью. Добраться в аэропорт из Баку (и обратно) на частном такси можно примерно за 20 минут.
Действует общественный транспорт «Аэропорт Экспресс», до 01:00 с интервалом в 30 минут.
Автотранспорт и парковка
Подъехать к аэропорту на автомобиле из столицы можно либо по аэропортовскому шоссе через проспект Гейдара Алиева, либо по Зыхскому шоссе через проспект Нобеля. Перед каждым терминалом расположены стоянки, общей сложностью рассчитанные на более, чем 1600 автомобилей.

## Деятельность
На январь 2022 года в аэропорт прямые рейсы осуществляют 25 пассажирских авиакомпаний.

В 2021 году аэропорт получил 5-звездочный рейтинг по эпидемиологической безопасности в период распространения COVID-19 агентства Skytrax.
Планируются к внедрению система координации и управления слотами (SCMS) и система авторизации путевых документов (TDAS).

### 2022
За 2022 год аэропорт обслужил 4,4 млн пассажиров.

### 2023
За 2023 год аэропорт обслужил 5,85 млн пассажиров, что стало рекордным показателем. Из них на международных рейсах обслужено 5,13 млн пассажиров. Число транзитных пассажиров составило 162 000 чел.
В 2023 году выполнено 49,3 тысячи авиарейсов по 80 направлениям.
Аэропорт стал принимать рейсы авиакомпаний  «WizzAir Malta», «IndiGo», «Georgian Wings», «Aegean Airlines». 
Внедрена система авторизации проездных документов (TDAS).

### 2024
С марта 2024 года количество рейсов в Прагу, Париж, Вену и Барселону увеличилось до 3 рейсов в неделю. Количество рейсов в Милан, Астану, Алматы, Новосибирск и Джидду увелично до 5 рейсов в неделю. Увеличилось количество рейсов в Актау и Дели.
Количество рейсов в Лондон (Хитроу и Гатвик) составило 6 раз в неделю.

## Галерея

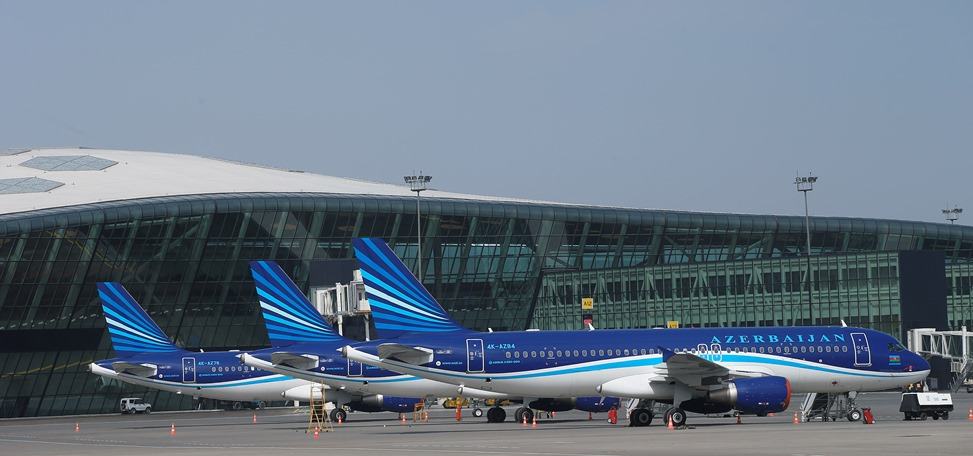
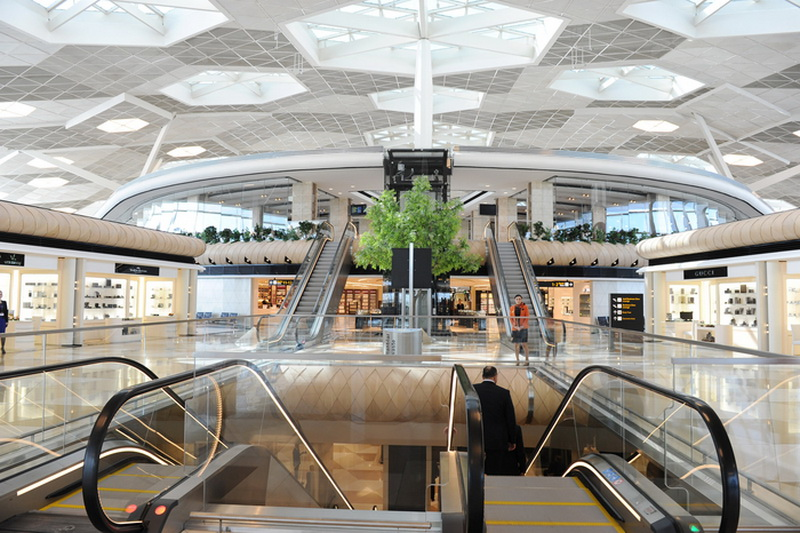
339x339px
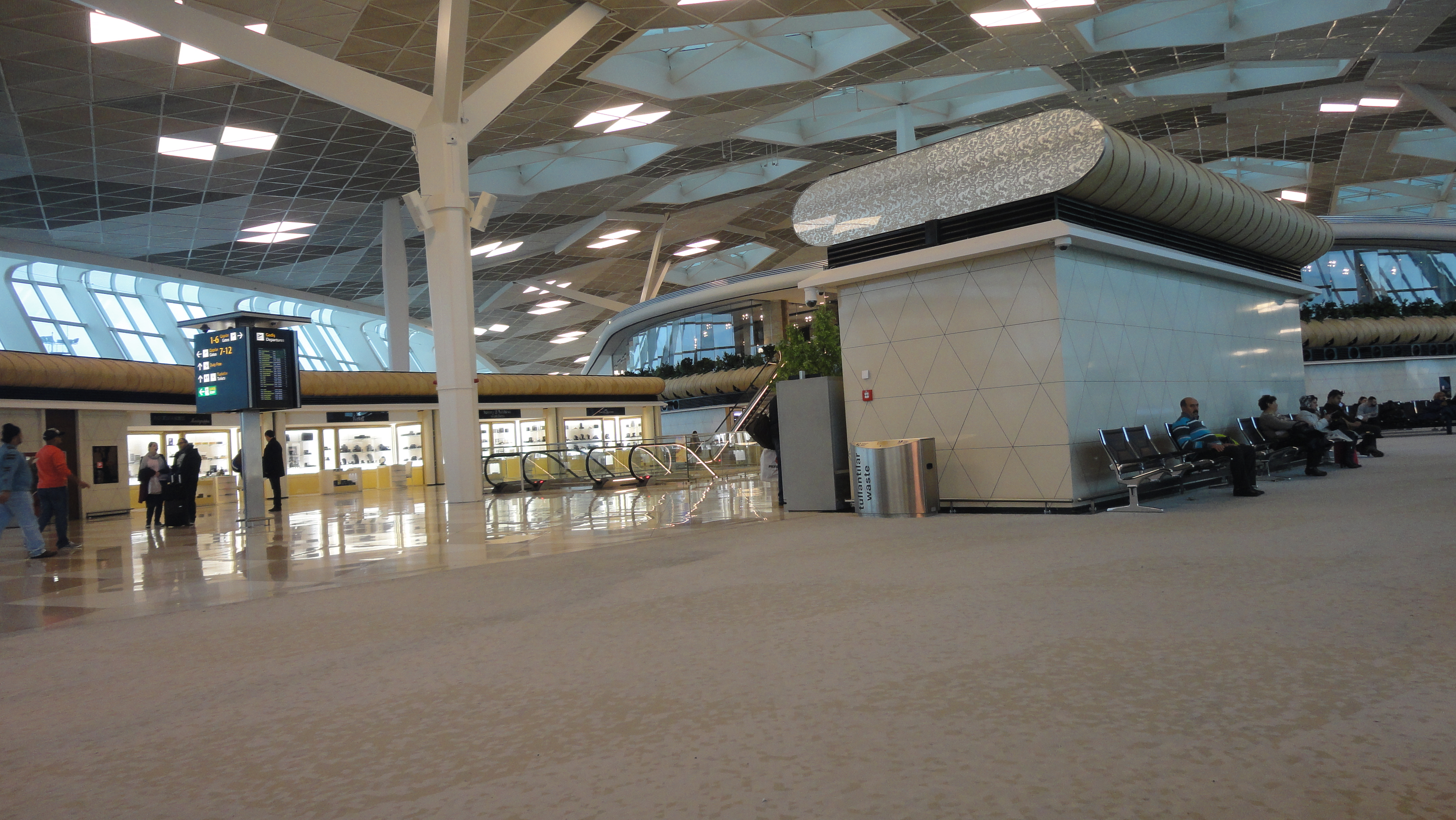
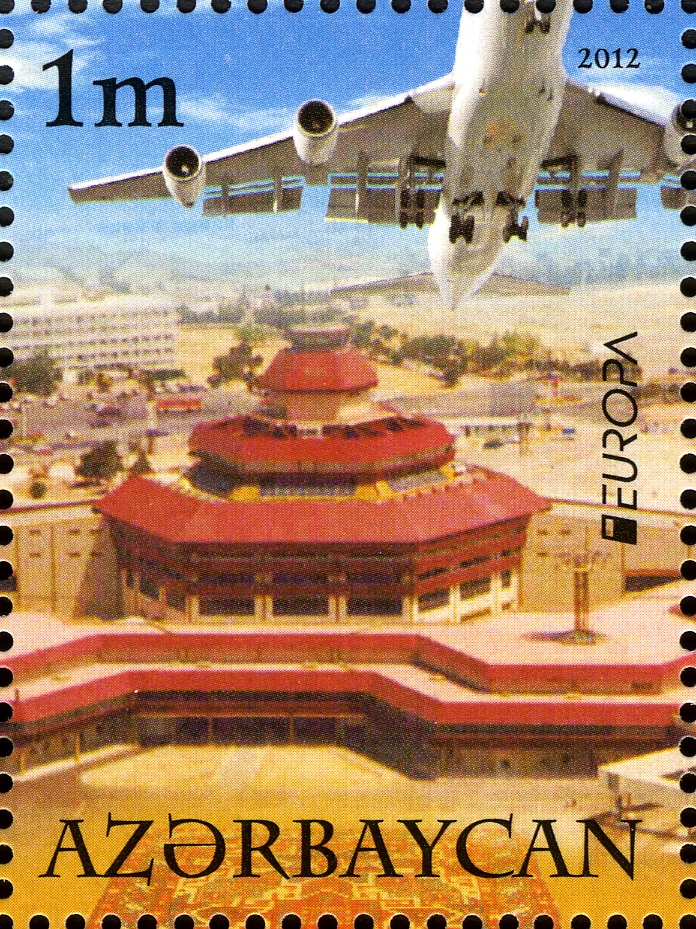
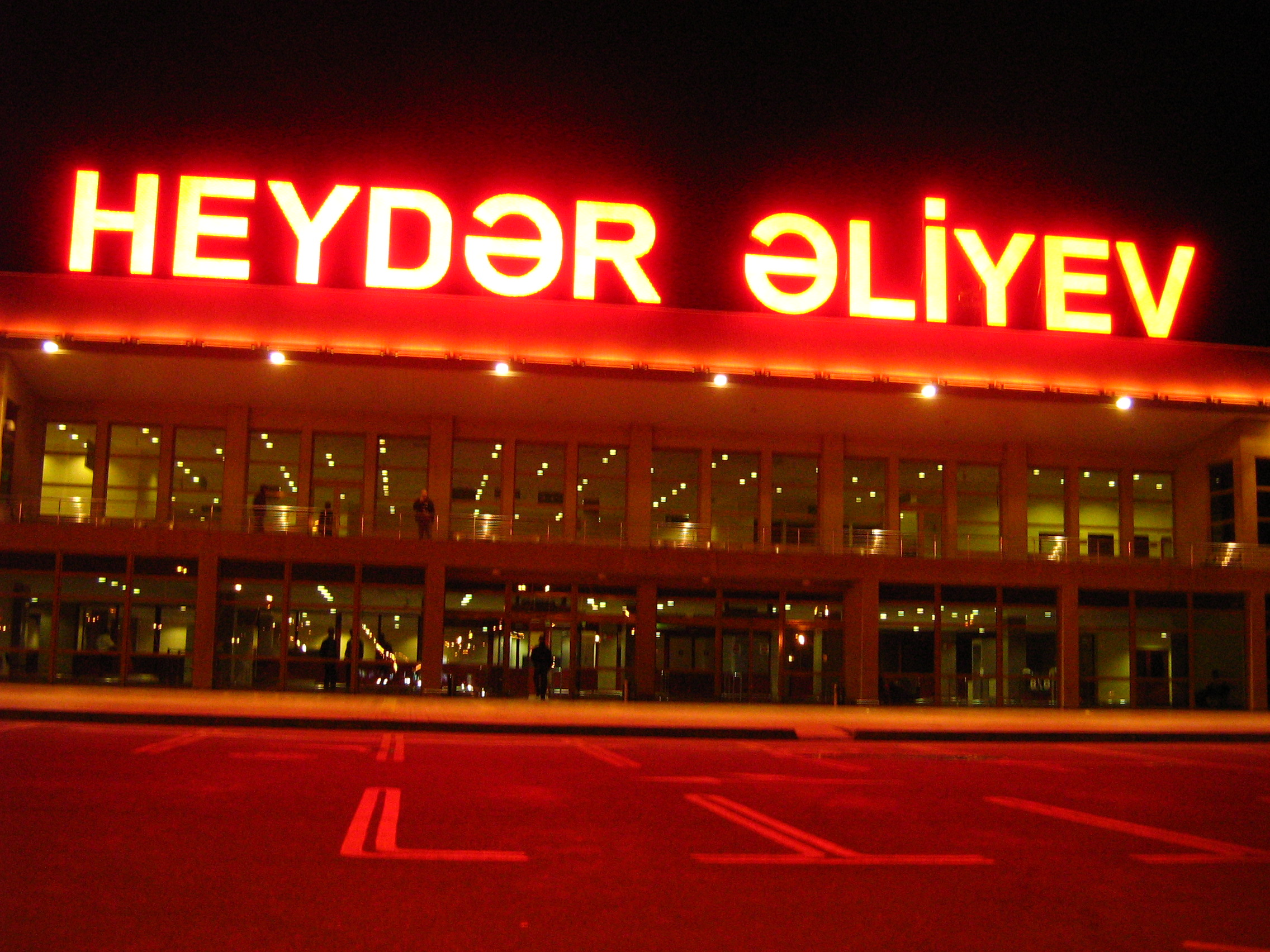